# Municipio de Vermilion Lake
El municipio de Vermilion Lake (en inglés: Vermilion Lake Township) es un municipio ubicado en el condado de St. Louis en el estado estadounidense de Minnesota. En el año 2010 tenía una población de 278 habitantes y una densidad poblacional de 2,93 personas por km².

## Geografía
El municipio de Vermilion Lake se encuentra ubicado en las coordenadas 47°46′22″N 92°20′27″O / 47.77278, -92.34083. Según la Oficina del Censo de los Estados Unidos, el municipio tiene una superficie total de 94.87 km², de la cual 92,81 km² corresponden a tierra firme y (2,17 %) 2,06 km² es agua.

## Demografía
Según el censo de 2010, había 278 personas residiendo en el municipio de Vermilion Lake. La densidad de población era de 2,93 hab./km². De los 278 habitantes, el municipio de Vermilion Lake estaba compuesto por el 96,76 % blancos, el 2,16 % eran amerindios, el 0,72 % eran asiáticos y el 0,36 % eran de una mezcla de razas. Del total de la población el 1,8 % eran hispanos o latinos de cualquier raza.